# Fond de teint

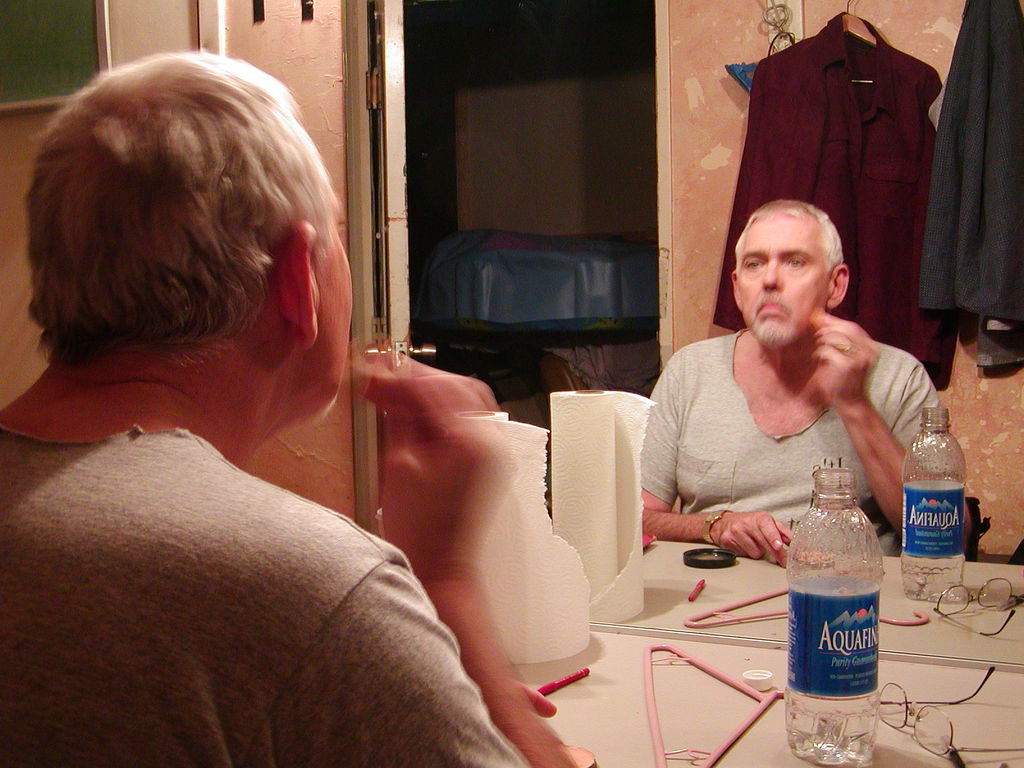
Acteur s'appliquant du fond de teint.

Le fond de teint est un produit cosmétique permettant d'unifier, d'atténuer la visibilité des imperfections et de protéger l'épiderme, voire parfois de le colorer légèrement.
Il se présente sous différentes formes : crème, crème-compact, crème en bâton, poudre, poudre compressée, liquide.
Selon sa forme, il s'applique sur l'ensemble du visage (voire certaines parties du corps) avec une éponge humide, un pinceau ou au doigt. L'application commence par la partie médiane du visage en s'étirant vers l'extérieur, puis la partie basse du visage en étirant vers le haut sans oublier les paupières et finir en estompant dans le cou pour éviter une démarcation.

## Histoire
Depuis l'Antiquité, les hommes et les femmes cherchent à modifier l'aspect de leur peau en la blanchissant. En Grèce, la craie en poudre est utilisée, tandis qu'à Rome, c'est le blanc de céruse, une substance toxique contenant du plomb qui peut entraîner des problèmes de peau, voire la mort. Malgré tout, c'est utilisé jusqu'au Moyen Âge, période durant laquelle le blanc d’œuf cru est aussi utilisé pour donner un aspect lisse et sain à la peau. Pendant l'époque victorienne, les femmes utilisent une mixture à base d'oxyde de zinc, de mercure et de nitrate d'argent.
Au XIXe siècle, Ludwig Leichner (de) invente un fond de teint sous forme de stick, composé d'ocre, de zinc et de gras de porc. Il n'est utilisé que par les acteurs de théâtre à cause de sa texture épaisse. Ils restent à la mode jusqu'à ce que des textures plus fines apparaissent.
Dans les années 1930, Max Factor, Sr. sort pour sa marque Max Factor le Pan Cake, le premier fond de teint accessible au grand public. Il se présente sous la forme d'une poudre compacte. Il est utilisé pour la première fois dans le film Vogues of 1938. Il devient alors le produit de cosmétique le plus vendu au monde ; une américaine sur trois le possède en 1940. Il est toujours vendu de nos jours, mais avec un emballage différent.
Depuis le milieu du XXe siècle, les marques de cosmétiques doivent faire face à une demande de plus en plus forte. Ainsi, différentes textures, différents effets sont expérimentés. De nouvelles techniques d’application apparaissent également.
Dans les années 2010, de nouveaux produits font leur apparition. On découvre ainsi les BB Crèmes (Blemish Balm Cream) qui débarquent sur les marchés européens en 2009 avec celle proposée par la marque Erborian. D'après Les Échos, il existe en novembre 2013 trente-cinq marques diverses incluant Garnier et Dior. Suivent les CC (Color Control Cream), DD (Daily Defense cream) et EE (energy enhancer) crèmes. Les clients cherchant le naturel, donc les textures fines, les crèmes teintées sont également populaires.